# Liste der Routes in Prince Edward Island
Die nachfolgenden Routes in Prince Edward Island stehen unter Verwaltung des Prince Edward Island Department of Transportation and Infrastructure Renewal. In Prince Edward Island werden die Highways zum einen in Primary Highways, die das Rückgrat des Straßennetzes bilden, und in Secondary Highways, die das Umland erschließen, unterteilt.

## Primary Highways
| Zeichen                       | Nummer | Name                                               | Beginn               | Ende            | Länge in Kilometern |
| ----------------------------- | ------ | -------------------------------------------------- | -------------------- | --------------- | ------------------- |
| Trans-Canada Highway          | 1      | Trans-Canada Highway                               | Confederation Bridge | Wood Islands    | 120                 |
| Prince Edward Island Route 1A | 1A     |                                                    | Albany Corner        | Travelers Rest  | 20                  |
| Prince Edward Island Route 2  | 2      | The All Weather Highway Veteran’s Memorial Highway | Tignish              | Souris          | 216                 |
| Prince Edward Island Route 3  | 3      |                                                    | Cherry Valley        | Georgetown      | 33                  |
| Prince Edward Island Route 4  | 4      | The Seven Mile Rd                                  | Wood Islands         | Dingwells Mills | 63                  |

## Secondary Highways
| Zeichen                        | Nummer | Name | Beginn         | Ende              | Länge in Kilometern |
| ------------------------------ | ------ | ---- | -------------- | ----------------- | ------------------- |
| Prince Edward Island Route 5   | 5      |      | Mt Albion      | Cardigan          | 28                  |
| Prince Edward Island Route 6   | 6      |      | Bedford        | Kensington        | 68                  |
| Prince Edward Island Route 7   | 7      |      | Milton         | Oyster Bed Bridge | 10                  |
| Prince Edward Island Route 8   | 8      |      | Ross Corner    | New London        | 22                  |
| Prince Edward Island Route 9   | 9      |      | Long Creek     | Brookfield        | 18                  |
| Prince Edward Island Route 10  | 10     |      | Bedeque        | Tryon             | 23                  |
| Prince Edward Island Route 11  | 11     |      | Summerside     | Mt Pleasant       | 66                  |
| Prince Edward Island Route 12  | 12     |      | Miscouche      | North Cape        | 53                  |
| Prince Edward Island Route 13  | 13     |      | Crapaud        | Cavendish         | 38                  |
| Prince Edward Island Route 14  | 14     |      | Coleman        | Tignish           | 82                  |
| Prince Edward Island Route 15  | 15     |      | Sherwood       | Brackley Beach    | 20                  |
| Prince Edward Island Route 16  | 16     |      | Souris         | St. Peters        | 75                  |
| Prince Edward Island Route 16A | 16A    |      | South Lake     | North Lake        | 4                   |
| Prince Edward Island Route 17  | 17     |      | Murray River   | Montague          | 37                  |
| Prince Edward Island Route 17A | 17A    |      | Cambridge      | Sturgeon          | 7                   |
| Prince Edward Island Route 18  | 18     |      | High Bank      | Murray River      | 24                  |
| Prince Edward Island Route 18A | 18A    |      | White Sands    | Murray Harbour    | 3                   |
| Prince Edward Island Route 19  | 19     |      | Desable        | Cornwall          | 45                  |
| Prince Edward Island Route 19A | 19A    |      | Canoe Cove     | New Dominion      | 5                   |
| Prince Edward Island Route 20  | 20     |      | Kensington     | New London        | 32                  |
| Prince Edward Island Route 21  | 21     |      | Fanning Brook  | Bunbury           | 31                  |
| Prince Edward Island Route 22  | 22     |      | Victoria Cross | Mount Stewart     | 29                  |
| Prince Edward Island Route 23  | 23     |      | Wood Islands   | Orwell            | 22                  |
| Prince Edward Island Route 24  | 24     |      | Murray River   | Vernon River      | 29                  |
| Prince Edward Island Route 25  | 25     |      | Marshfield     | Stanhope          | 18                  |
| Prince Edward Island Route 25A | 25A    |      | Covehead       | West Covehead     | 2                   |
| Prince Edward Island Route 26  | 26     |      | Cross Roads    | Mount Albion      | 11                  |